# Salah Bitar
Salah Al-Din El Bitar (Damasco, 5 de mayo de 1912 — París,	21 de julio de 1980) fue un político sirio, fundador del Partido Baaz Árabe Socialista junto con Michel Aflaq a comienzos de los 1940. En los años 1930, mientras estudiaban en París, trabajaron conjuntamente para formular una doctrina que combinase nacionalismo y socialismo. Posteriormente, Bitar fue primer ministro en varios de los primeros gobiernos del Partido Baaz en Siria, pero terminó desafectándose del Baaz, dado el radicalismo del partido y en 1966 se marchó de Siria. Pasó la mayor parte de sus días en Europa, siguiendo en la política activa hasta que fue asesinado por desconocidos.

## Orígenes y juventud

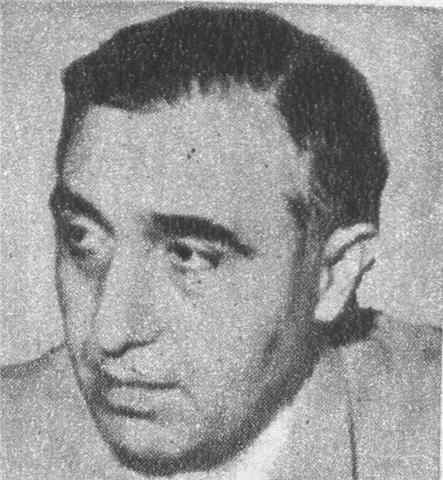
Salah Bitar.

Según el historiador Hanna Batatu, Bitar nació en 1912 en el distrito de El Midán, Damasco. Fue el hijo de un mercader de grano suní muy adinerado. Su familia era religiosa, y muchos de sus ancestros recientes habían sido ulema y predicadores en las mezquitas del distrito. Bitar creció en una familia conservadora y asistió a una escuela primaria musulmana antes de recibir su educación secundaria en Maktab Anbar. Tuvo influencias de los acontecimientos políticos de su tiempo, ya que el barrio de El Midán tuvo un rol importante en la Gran Revuelta Siria de 1925 contra Francia (en ese entonces, Siria era un mandato francés). El distrito fue duramente bombardeado y hubo muchos muertos y daños materiales.
Bitar viajó a Francia en 1929 para estudiar en la Universidad de París. Allí conoció a Michel Aflaq quién, como él, también era hijo de un comerciante de grano de El Midán, que procedía de una familia cristiana ortodoxa. Ambos estaban interesados por los movimientos políticos y sociales de la época, y comenzaron a aplicar pensamientos nacionalistas y marxistas a la coyuntura siria. Bitar regresó a Siria en 1934 y se convirtió en profesor de física y matemática en el colegio Tajhiz El Ula, en donde Aflaq ya era profesor.

## Política baazista

### Actividad política temprana
Durante los siguientes dos años, Bitar, Aflaq y otros colegas editaron una revista llamada «El Tali'a» (La vanguardia). Según Batatu, esta revista abordaba temas más relacionados con problemas sociales que con temáticas nacionales. Para ese entonces, la postura política de Bitar y Aflaq eran más cercanas a las del Partido Comunista Sirio que a las de otros grupos políticos en Damasco. Se desilusionaron con los comunistas en 1936 después de que el gobierno del Frente Popular llegara al poder en Francia. Aunque el Partido Comunista Francés fuera parte del gobierno, la relación de Francia con sus colonias seguía siendo la misma. Bitar y Aflaq no estaban satisfechos con la postura del partido sirio en esa situación.
En 1939, ellos ganaron el seguimiento de un grupo pequeño de estudiantes, y en 1941 empezaron a distribuir panfletos en contra del gobierno francés, usando de título el-ihyaa' el-'arabi (la resurrección árabe). El uso del nombre el-ba'ath el-'arabi (que tiene el mismo significado) ocurrió tiempo después. Ya había sido adoptado por Zaki el Arsuzi, un activista nacionalista de la provincia de Iskandarún en el noroeste de Siria que vino a Damasco debido a la anexión de su provincia a Turquía.
El 24 de octubre de 1942, tanto Bitar como Aflaq renunciaron a sus puestos de profesor para dedicarse a la política. Lentamente empezaron a ganar simpatizantes y en 1945 formaron el primer Buró del Movimiento Baaz Árabe. El año siguiente, la organización ganó varios miembros nuevos cuando se incorporaron los seguidores  de Arsuzi, liderados por Wahib el Ghanim.